# ألتا كوهن
ألتا كوهن (بالإنجليزية: Alta Cohen)‏ هو لاعب كرة قاعدة أمريكي، ولد في 25 ديسمبر 1908 في بروكلين في الولايات المتحدة، وتوفي في 11 مارس 2003 في Maplewood, New Jersey ‏ في الولايات المتحدة.

## وصلات خارجية
- ألتا كوهن على موقعبيزبول رفرنس.كوم (الدوري الرئيسي) (الإنجليزية)
- ألتا كوهن على موقعبيزبول رفرنس.كوم (الدوري الثانوي) (الإنجليزية)